# Cyphon padi
Cyphon padi är en skalbaggsart som först beskrevs av Carl von Linné 1758.  Cyphon padi ingår i släktet Cyphon och familjen mjukbaggar. Arten är reproducerande i Sverige. Inga underarter finns listade i Catalogue of Life.

## Bildgalleri

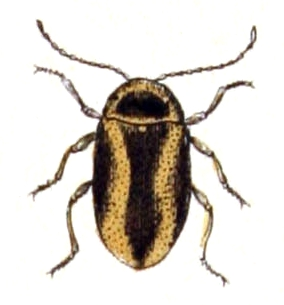
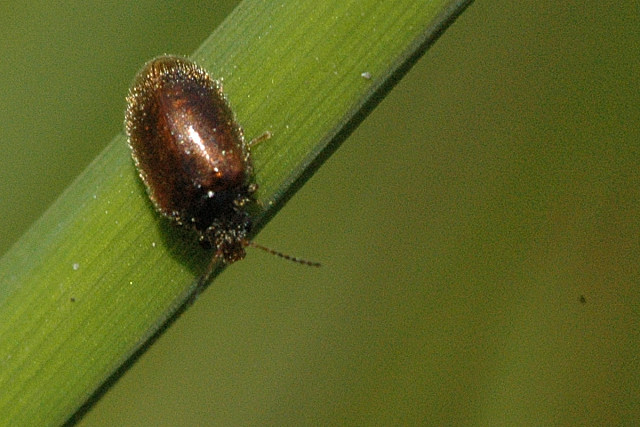